# Starter (mécanique)
Pour les articles homonymes, voir Starter.
Le terme starter est le nom donné à un dispositif facilitant le démarrage, surtout par temps froid, d'un moteur à essence sur une moto, certaines automobiles ou certains engins de motoculture. Sur les moteurs Diesel, ce dispositif est remplacé par la bougie de préchauffage utile pour faciliter le démarrage, essentiellement par temps froid et selon la qualité du gazole.
Les moteurs modernes sont dépourvus de starter, un calculateur se chargeant d'injecter la quantité exacte de carburant nécessaire au démarrage, lorsque la température dans les cylindres est suffisante, quel que soit le temps.
L'usage du mot d'origine anglaise en français est problématique : en anglais, starter désigne le démarreur (kick-starter pour le démarrage des motos avec un coup de pied ou electric starter pour un démarreur électrique). Ce qui est appelé « starter » en français est un enrichisseur qui modifie le rapport de carburation par rapport au rapport stœchiométrique (essence/air) de 1:15 (fonctionnement à chaud) en l'enrichissant (apport supplémentaire d'essence ou diminution de l'apport en air).
Le terme anglais est choke (littéralement, étouffoir, étrangloir), plus correct et plus imagé car en actionnant la tirette du starter on « étrangle » partiellement l'arrivée d'air dans le carburateur.

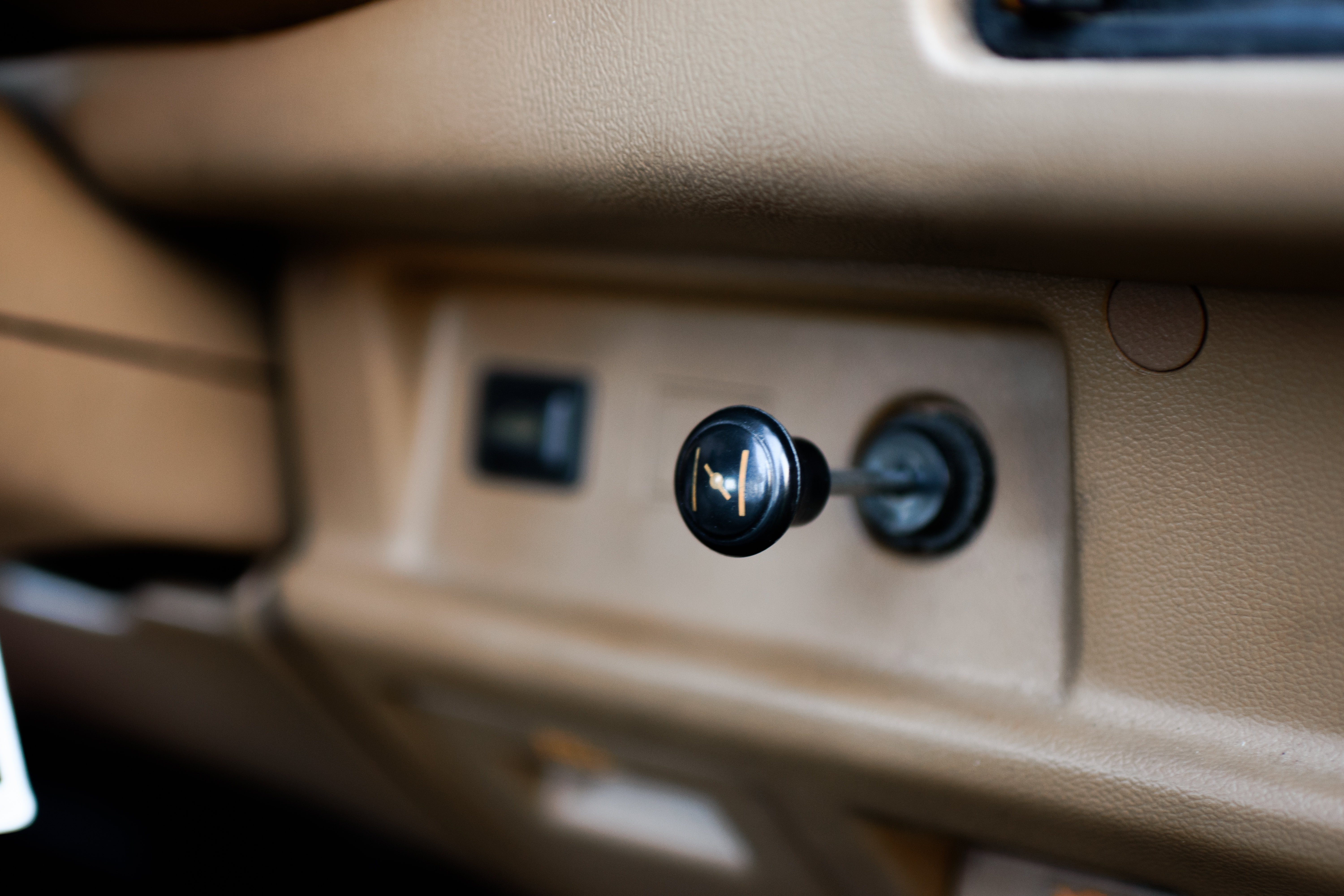
Tirette de starter d’une Hyundai Excel.

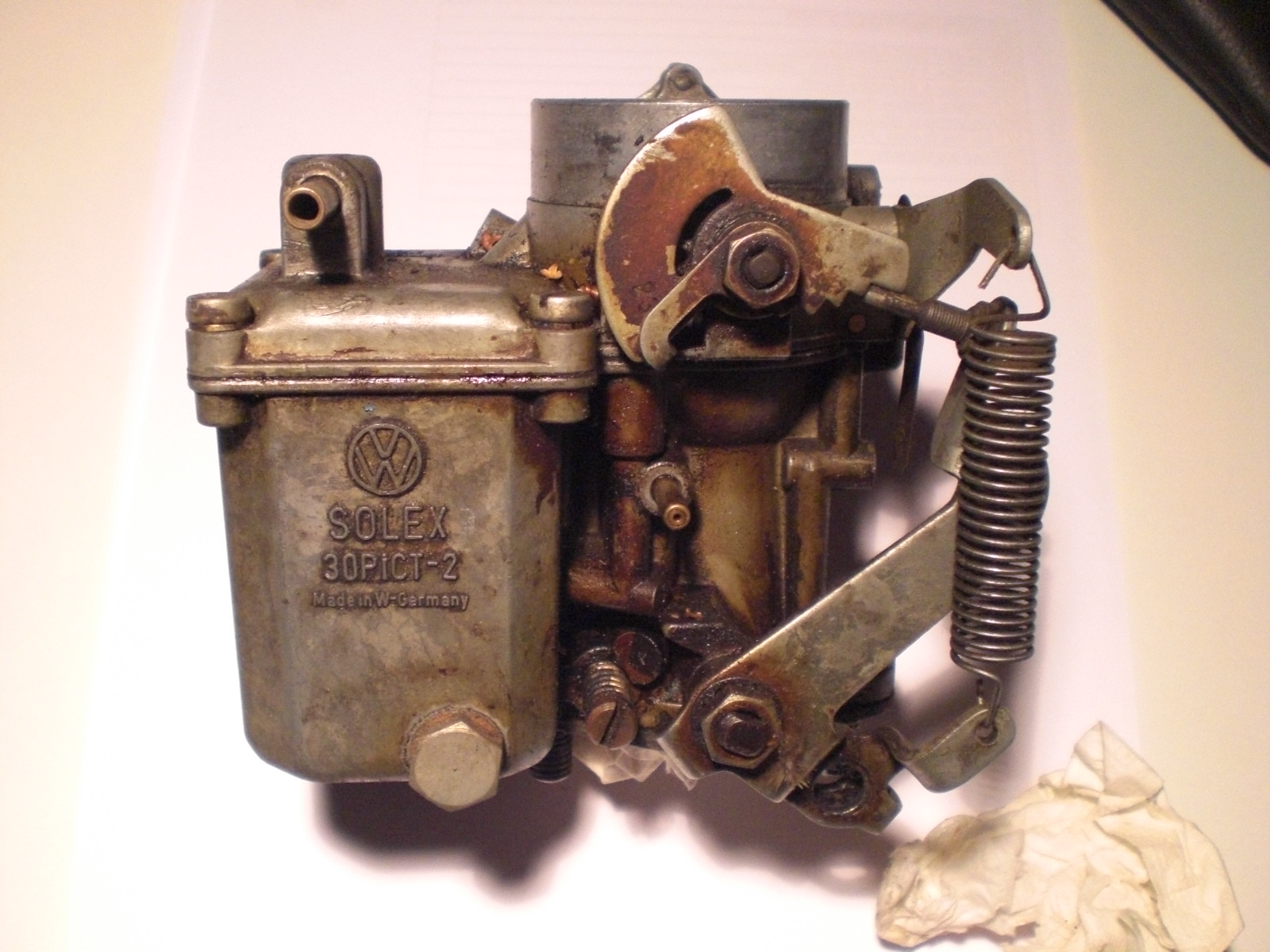
Carburateur Solex avec mécanisme de starter, en haut à droite.

## Description
La commande du starter prend la forme d'une manette que l'on tire ou que l'on pousse sur un guidon, ou d'une « tirette » et qui permet de fermer plus ou moins un clapet d'entrée d'air d'un carburateur.
Pour une moto, elle peut être située sur la poignée gauche ou sur les carburateurs.
Sur certains cyclomoteurs, le levier de décompresseur/starter facilite le démarrage en réduisant l'effort nécessaire à la mise en rotation rapide du moteur.

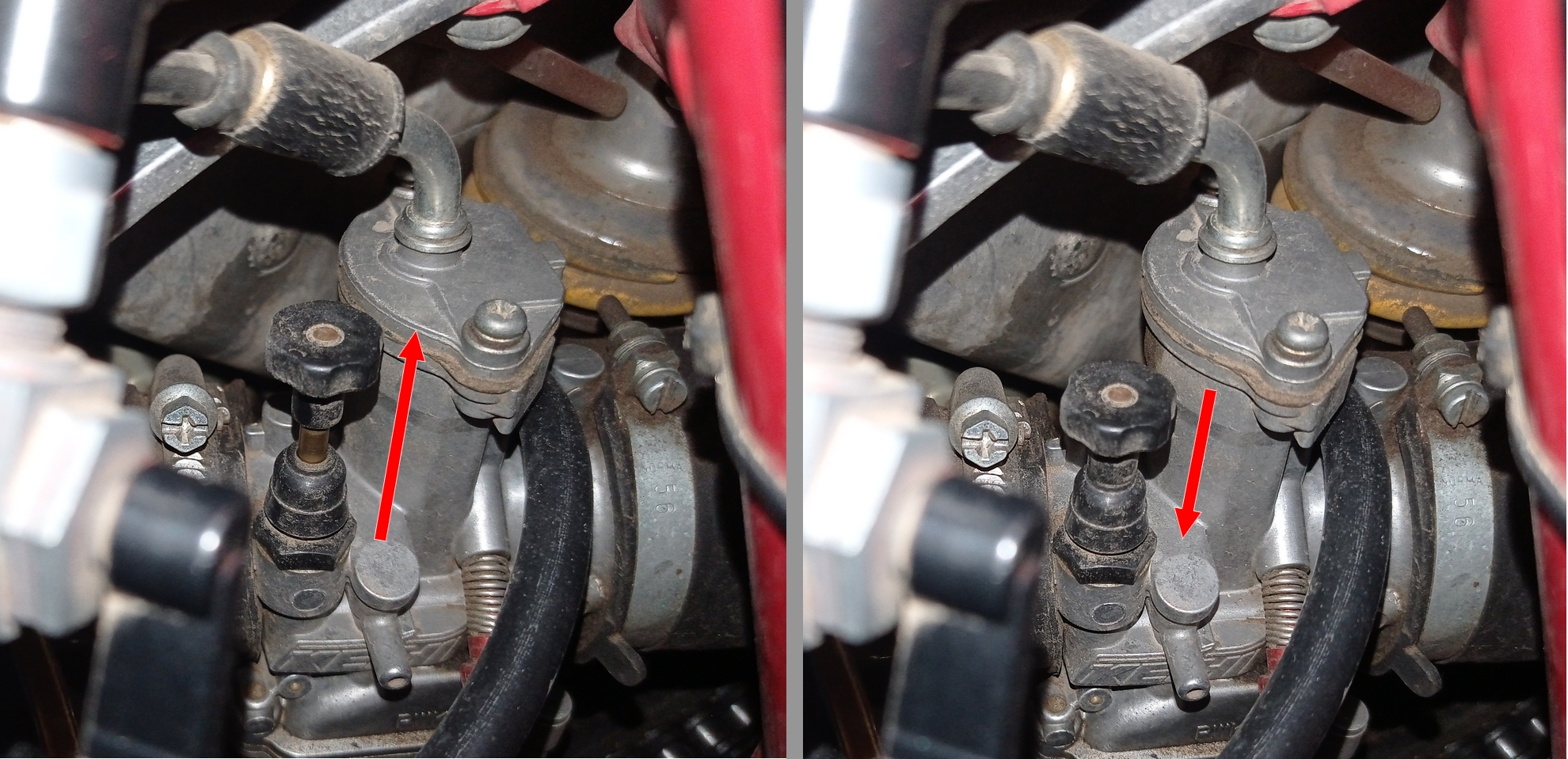
Tirette de starter sur le carburateur (moto).

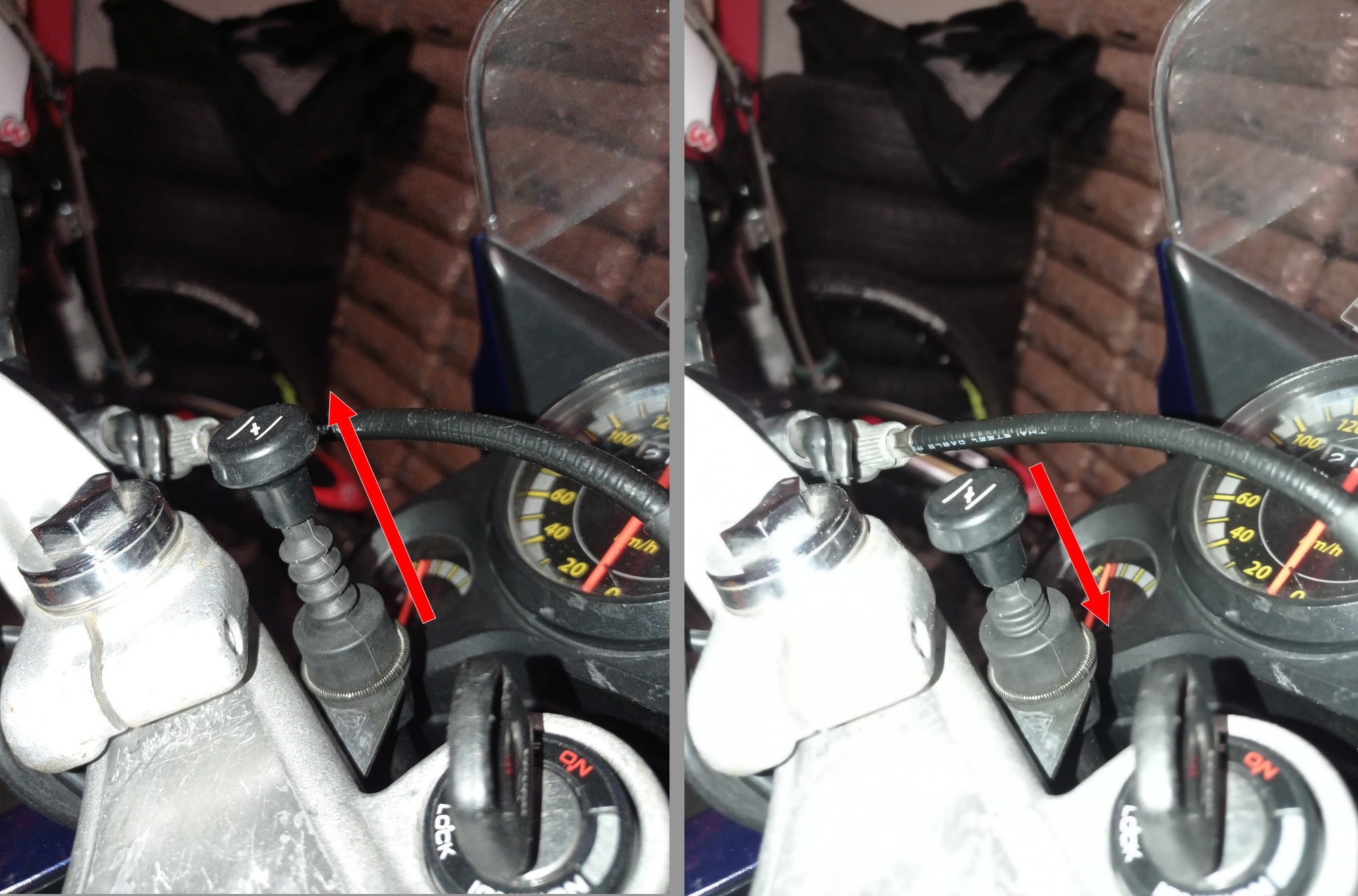
Tirette de starter sur le guidon d'une moto.

## Fonctionnement
La manette ou la tirette, par l'intermédiaire d'un câble pour la manette, réduit l'entrée d'air du carburateur afin d'augmenter la richesse du mélange. Les poussées sont plus fortes sur le piston, ce qui évite de caler.
Le mélange enrichi risquant de noyer un moteur chaud, on retire le starter après quelques minutes d'utilisation.

## Titilleur
C'est un autre dispositif d'enrichissement à froid, plus primitif même si efficace, situé sur le carburateur : un bouton sert à enfoncer le flotteur du carburateur, ouvrant le pointeau et faisant arriver un surplus d'essence qui déborde en partie dans la pipe d'admission et en partie sur les doigts ou le pantalon de l'opérateur via la mise à l'air libre de la cuve. L'essence peut aussi couler sur un organe électrique (dynamo, magnéto, etc.) avec les conséquences que l'on peut imaginer.
Ce dispositif subsistait sur nombre de motos anglaises des années 1970 (Norton Commando, Velocette Thruxton, BSA A65, etc.) ainsi que sur le très rustique moteur hors-bord British Seagull. Dispositif fonctionnel mais très daté, il demandait cependant un minimum d'expérience en mécanique.